# Edmund Nagy
Edmund Nagy sau Miklós Nagy  (n. 1918 - data decesului necunoscută) este un fotbalist român, care a fost selecționat pentru Echipa națională de fotbal a României la Campionatul Mondial de Fotbal din 1938.